# Кубок Альп 1967
Кубок Альп 1967 — 7-й розыгрыш Кубка Альп. В нём принимали участие восемь команд из Италии, ФРГ и Швейцарии.
Победу в соревновании одержал немецкий клуб «Айнтрахт».

## Турнирная таблица
| М | Команда              | И | В | Н | П | МЗ | МП | РМ | О |
| - | -------------------- | - | - | - | - | -- | -- | -- | - |
| 1 | Айнтрахт (Франкфурт) | 5 | 4 | 1 | 0 | 12 | 5  | +7 | 9 |
| 2 | Мюнхен 1860          | 5 | 2 | 3 | 0 | 11 | 8  | +3 | 7 |
| 3 | Рома                 | 5 | 3 | 0 | 2 | 12 | 10 | +2 | 6 |
| 4 | Торино               | 5 | 1 | 3 | 1 | 3  | 3  | 0  | 5 |
| 5 | Серветт              | 5 | 2 | 1 | 2 | 5  | 7  | −2 | 5 |
| 6 | Милан                | 5 | 1 | 2 | 2 | 3  | 3  | 0  | 4 |
| 7 | Цюрих                | 5 | 1 | 1 | 3 | 6  | 9  | −3 | 3 |
| 8 | Базель               | 5 | 0 | 1 | 4 | 5  | 12 | −7 | 1 |

Правила начисления очков:
- 2 очка за победу
- 1 очко за ничью
- 0 очков за поражение

## Матчи

### Первый тур
| 7 июня 1967 | Мюнхен 1860 | 0:0        | Торино | Мюнхен                                                    |
| 21:00 CET |             | (протокол) |        | Стадион: Грюнвальдер Зрителей: 20 000 Судья: Франц Хойман |
| Мюнхен 1860: Петар Раденкович, Манфред Вагнер, Бернд Пацке, Рудольф Цайзер, Ханс Райх, Рудольф Штайнер, Альфред Хайс, Ханс Кюпперс (46' Вильфрид Коларс), Людвиг Брюндль, Рудольф Брунненмайер, Ханс Ребеле Торино: Лидо Вьери (46' Франко Саттоло), Фабрицио Полетти, Анджело Черезер, Джорджо Пуя, Чезаре Мальдини, Бруно Больки, Луиджи Симони, Джорджо Феррини, Луиджи Мерони (57' Пьетро Байзи), Джамбаттиста Москино, Карло Факкин |             |            |        |                                                           |

| 17 июня 1967 | Серветт | 0:0     | Милан | Женева                                                       |
| |         | (отчёт) |       | Стадион: Стад-де-Шармиль Зрителей: 12 479 Судья: Отмар Хубер |
| Серветт: Жак Барли, Раймон Маффиоло, Роже Пиге, Бернар Моселлен, Дежё Макаи, Петер Пазманди, Валер Немет, Антонио Конти, Мишель Дебьоль (66' Шарль Квисински), Юрген Зундерман, Жан-Клод Шиндельхольц Милан: Пьеранджело Белли, Анджело Анкиллетти, Карл-Хайнц Шнеллингер, Бруно Бавени, Роберто Розато, Джованни Трапаттони, Джованни Лодетти, Массимо Джакомини (46' Невио Скала), Риккардо Инноченти, Джанни Ривера, Джулиано Фортунато |         |         |       |                                                              |

| 17 июня 1967 | Цюрих      | 1:2        | Рома                         | Цюрих                                                    |
| | Кюнцли 29′ | (протокол) | Баризон 25′ · Пеллиццаро 28′ | Стадион: Летцигрунд Зрителей: 5500 Судья: Готтфрид Динст |
| Цюрих: Отмар Итен, Хуберт Мюнх, Конрад Кибурц, Юрген Нойман, Пирмин Штирли, Розарио Мартинелли, Вернер Лаймгрубер, Клаус Штюрмер, Якоб Кун, Фриц Кюнцли, Этторе Тривеллин (46' Хуго Фричи) Рома: Пьерлуиджи Пиццабалла, Франческо Карпенетти, Франческо Каппелли, Луиджи Оссола, Дженнаро Оливьери, Серджо Карпанези, Джордано Колаузиг, Серджо Пеллиццаро, Паоло Баризон, Джузеппе Тамборини, Марио Руссо (60' Юрген Шюц) |            |            |                              |                                                          |

| 15 августа 1967 | Базель       | 1:2        | Айнтрахт (Франкфурт)            | Базель                                                  |
| 20:00 CET | Одерматт 76′ | (протокол) | Зольц 53′ (пен.) · Бехтольд 74′ | Стадион: Санкт-Якоб Зрителей: 14 000 Судья: Жильбер Дро |
| Базель: Марсель Кунц (64' Жан-Поль Лауфенбургер), Йозеф Кифер, Брюно Мишо, Ханспетер Штоккер, Маркус Пфиртер, Карл Одерматт, Вальтер Мундшин, Дитер Рюфли, Хельмут Хаузер, Ханспетер Феттер, Петер Венгер Айнтрахт (Франкфурт): Ханс Тильковски, Фахрудин Юсуфи, Юрген Фридрих, Лотар Шемер, Карл-Хайнц Вирт, Иштван Стани, Герман-Дитер Беллут, Оскар Лоц, Вальтер Бехтольд, Вильгельм Хубертс, Вольфганг Зольц |              |            |                                 |                                                         |

### Второй тур
| 10 июня 1967 | Айнтрахт (Франкфурт) | 0:0        | Торино | Висбаден                                              |
| 18:15 CET |                      | (протокол) |        | Стадион: Берлинер Зрителей: 12 000 Судья: Курт Ченшер |
| Айнтрахт (Франкфурт): Зигберт Фегхельм, Хельмут Краус, Дитер Линднер, Дитер Крафчик, Лотар Шемер, Иштван Стани, Вильгельм Хубертс, Юрген Грабовски, Зигфрид Броннерт (46' Эрнст Аббе), Вальтер Бехтольд, Оскар Лоц Торино: Лидо Вьери, Фабрицио Полетти, Марио Требби, Джорджо Пуя, Анджело Черезер, Бруно Больки, Луиджи Симони, Джорджо Феррини, Луиджи Мерони, Джамбаттиста Москино, Карло Факкин |                      |            |        |                                                       |

| 14 июня 1967 | Базель | 0:1        | Торино     | Базель                                                |
| 20:00 CET |        | (протокол) | Феррини 4′ | Стадион: Санкт-Якоб Зрителей: 8000 Судья: Пьюс Камбер |
| Базель: Жан-Поль Лауфенбургер, Йозеф Кифер, Бруно Рамен, Вальтер Мундшин, Маркус Пфиртер, Карл Одерматт, Петер Рамзайер, Альдо Москателли, Хельмут Хаузер, Дитер Рюфли, Петер Венгер Торино: Лидо Вьери, Анджело Черезер, Марио Требби, Чезаре Мальдини, Джорджо Пуя, Бруно Больки, Луиджи Симони, Фабрицио Полетти, Джорджо Феррини, Пьетро Байзи, Джамбаттиста Москино |        |            |            |                                                       |

| 15 июня 1967 | Мюнхен 1860                                          | 4:3        | Рома                       | Аугсбург                                         |
| | Карпенетти 11′ (авт.) · Кюпперс 68′ 82′ · Коларс 88′ | (протокол) | Руссо 4′ · Баризон 31′ 65′ | Стадион: Розенауштадион Судья: Рудольф Крайтляйн |
| Мюнхен 1860: Петар Раденкович, Манфред Вагнер, Рудольф Штайнер, Рудольф Цайзер, Ханс Райх, Рудольф Брунненмайер, Альфред Хайс, Ханс Кюпперс, Людвиг Брюндль, Фридхельм Коницка (46' Вильфрид Коларс), Ханс Ребеле Рома: Пьерлуиджи Пиццабалла, Франческо Карпенетти, Дженнаро Оливьери, Серджо Карпанези, Франческо Каппелли, Луиджи Оссола, Серджо Пеллиццаро, Джордано Колаузиг, Паоло Баризон, Джузеппе Тамборини, Марио Руссо |                                                      |            |                            |                                                  |

| 30 июня 1967 | Цюрих                    | 2:0        | Милан | Цюрих                                                   |
| | Штюрмер 52′ · Кюнцли 62′ | (протокол) |       | Стадион: Летцигрунд Зрителей: 8300 Судья: Луиджи Грасси |
| Цюрих: Отмар Итен, Юрген Нойман, Маттер, Конрад Кибурц, Вернер Лаймгрубер, Пирмин Штирли, Клаус Штюрмер, Этторе Тривеллин, Алекс Корти, Фриц Кюнцли, Хуго Фричи Милан: Пьеранджело Белли (46' Марио Барлуцци), Бруно Бавени, Альберто Джакомин, Нелло Сантин, Карл-Хайнц Шнеллингер, Джованни Трапаттони, Массимо Джакомини, Бруно Мора, Риккардо Инноченти (50' Марко Фацци), Серджо Мадде, Джулиано Фортунато |                          |            |       |                                                         |

### Третий тур
| 20 июня 1967 | Базель | 0:2        | Рома           | Базель                                                    |
| 20:00 CET |        | (протокол) | Баризон 7′ 76′ | Стадион: Санкт-Якоб Зрителей: 8600 Судья: Марио Клематиде |
| Базель: Жан-Поль Лауфенбургер, Йозеф Кифер, Янош Конрад, Вальтер Мундшин, Петер Рамзайер, Хельмут Хаузер (79' Вернер Деккер), Бруно Рамен, Альдо Москателли, Ханспетер Феттер, Дитер Рюфли, Петер Венгер Рома: Пьерлуиджи Пиццабалла, Франческо Карпенетти, Дженнаро Оливьери (20' Джампьеро Импери), Серджо Карпанези, Франческо Каппелли, Луиджи Оссола, Серджо Пеллиццаро, Джордано Колаузиг, Паоло Баризон, Джузеппе Тамборини, Марио Руссо |        |            |                |                                                           |

| 21 июня 1967 | Цюрих                              | 2:5        | Айнтрахт (Франкфурт)                              | Цюрих                                                  |
| | Кюнцли 35′ (пен.) · Лаймгрубер 84′ | (протокол) | Зольц 16′ 22′ (пен.) · Хубертс 26′ 63′ · Аббе 65′ | Стадион: Летцигрунд Зрителей: 4500 Судья: Йозеф Хайман |
| Цюрих: Отмар Итен, Хуберт Мюнх, Конрад Кибурц, Юрген Нойман, Пирмин Штирли, Розарио Мартинелли, Вернер Лаймгрубер, Клаус Штюрмер, Алекс Корти (46' Хайнц Рютти), Фриц Кюнцли, Хуго Фричи Айнтрахт (Франкфурт): Зигберт Фегхельм, Карл-Хайнц Вирт, Дитер Линднер, Лотар Шемер, Хельмут Краус, Иштван Стани, Вильгельм Хубертс, Оскар Лоц, Зигфрид Броннерт, Вольфганг Зольц, Хайко Рацки (46' Эрнст Аббе) |                                    |            |                                                   |                                                        |

| 21 июня 1967 | Мюнхен 1860 | 0:0                | Милан | Мюнхен                                                      |
| |             | (протокол) (отчёт) |       | Стадион: Грюнвальдер Зрителей: 15 000 Судья: Рудиберт Якоби |
| Мюнхен 1860: Петар Раденкович, Манфред Вагнер, Готфрид Петер, Рудольф Цайзер, Ханс Райх, Рудольф Штайнер, Людвиг Брюндль, Ханс Кюпперс, Вильфрид Коларс, Рудольф Брунненмайер, Альфред Хайс Милан: Марио Барлуцци, Анджело Анкиллетти, Карл-Хайнц Шнеллингер, Бруно Бавени, Роберто Розато, Джованни Трапаттони, Бруно Мора, Массимо Джакомини, Анджело Пайна, Серджо Мадде (52' Джузеппе Ферреро), Джулиано Фортунато |             |                    |       |                                                             |

| 21 июня 1967 | Серветт                              | 2:1     | Торино                 | Женева                                                        |
| 20:45 CET | Немет 59′ · Жоржи 66′ · Маффиоло 75' | (отчёт) | Байзи 26′ · Больки 43' | Стадион: Стад-де-Шармиль Зрителей: 8311 Судья: Готтфрид Динст |
| Серветт: Жак Барли, Раймон Маффиоло, Роже Пиге (34' Жорж Мартиньяго), Бернар Моселлен, Жан-Мари Шаллер, Петер Пазманди, Валер Немет, Пьер-Морис Жоржи, Шарль Квисински, Юрген Зундерман, Жан-Клод Шиндельхольц Торино: Лидо Вьери, Фабрицио Полетти, Марио Требби, Джорджо Пуя, Чезаре Мальдини, Бруно Больки, Луиджи Симони, Джорджо Феррини, Пьетро Байзи (46' Анджело Черезер), Джамбаттиста Москино, Альберто Карелли |                                      |         |                        |                                                               |

### Четвёртый тур
| 23 июня 1967 | Базель                                         | 4:4        | Мюнхен 1860                                | Базель                                                   |
| 20:15 CET | Хаузер 9′ · Рамен 26′ · Венгер 30′ · Рюфли 33′ | (протокол) | Брюндль 19′ 43′ · Кюпперс 48′ · Коларс 54′ | Стадион: Санкт-Якоб Зрителей: 9000 Судья: Готтфрид Динст |
| Базель: Жан-Поль Лауфенбургер (46' Герберт Штирли), Йозеф Кифер, Брюно Мишо, Вальтер Мундшин, Маркус Пфиртер, Карл Одерматт, Антон Шнидер (37' Петер Рамзайер), Бруно Рамен, Хельмут Хаузер, Дитер Рюфли, Петер Венгер Мюнхен 1860: Петар Раденкович, Манфред Вагнер, Ханс Райх, Рудольф Штайнер, Рудольф Цайзер, Вильфрид Коларс, Ханс Кюпперс, Альфред Хайс (32' Фариан), Рудольф Брунненмайер, Хорст Шмидт, Людвиг Брюндль |                                                |            |                                            |                                                          |

| 24 июня 1967 | Айнтрахт (Франкфурт) | 1:0        | Милан      | Франкфурт-на-Майне                                            |
| | Грабовски 13′        | (протокол) | Трапаттони | Стадион: Вальдштадион Зрителей: 14 000 Судья: Ханс Радермахер |
| Айнтрахт (Франкфурт): Зигберт Фегхельм, Карл-Хайнц Вирт, Дитер Линднер, Лотар Шемер, Хельмут Краус, Иштван Стани, Вильгельм Хубертс, Юрген Грабовски, Зигфрид Броннерт (46' Эрнст Аббе), Вольфганг Зольц, Оскар Лоц Милан: Марио Барлуцци, Анджело Анкиллетти, Карл-Хайнц Шнеллингер, Бруно Бавени, Роберто Розато, Джованни Трапаттони, Бруно Мора, Массимо Джакомини, Риккардо Инноченти (46' Луис Сесар Карнилья), Серджо Мадде, Джулиано Фортунато |                      |            |            |                                                               |

| 24 июня 1967 | Цюрих      | 1:1        | Торино                | Цюрих                                                  |
| 20:00 CET | Кюнцли 46′ | (протокол) | Пуя 15′ · Черезер 65' | Стадион: Летцигрунд Зрителей: 6100 Судья: Ойген Боллер |
| Цюрих: Отмар Итен, Конрад Кибурц, Марсель Таннер, Юрген Нойман, Пирмин Штирли, Вернер Лаймгрубер, Розарио Мартинелли, Клаус Штюрмер (26' Хуго Фричи), Этторе Тривеллин, Фриц Кюнцли, Алекс Корти Торино: Лидо Вьери, Фабрицио Полетти, Марио Требби, Анджело Черезер, Джорджо Пуя, Ренцо Корни, Луиджи Симони, Джорджо Феррини, Данило Чентаццо (46' Бруно Баярдо), Джамбаттиста Москино, Альберто Карелли |            |            |                       |                                                        |

| 24 июня 1967 | Серветт          | 1:3     | Рома                                            | Женева                                                        |
| | Шиндельхольц 31′ | (отчёт) | Баризон 1′ 30′ 57' · Пеллиццаро 39′ · Тамборини | Стадион: Стад-де-Шармиль Зрителей: 9182 Судья: Рудольф Шойрер |
| Серветт: Жак Барли, Раймон Маффиоло, Рене Эмо, Бернар Моселлен, Дежё Макаи, Петер Пазманди, Валер Немет, Курт Грюниг, Мишель Дебьоль (46' Шарль Квисински), Юрген Зундерман, Жан-Клод Шиндельхольц Рома: Пьерлуиджи Пиццабалла, Джампьеро Импери, Франческо Карпенетти, Серджо Карпанези, Франческо Каппелли, Луиджи Оссола, Серджо Пеллиццаро (60' Джанкарло Морелли), Джордано Колаузиг, Паоло Баризон, Джузеппе Тамборини, Марио Руссо |                  |         |                                                 |                                                               |

### Пятый тур
| 27 июня 1967 | Айнтрахт (Франкфурт)                      | 4:2        | Рома                  | Людвигсхафен-ам-Райн                                          |
| | Шемер 3′ 41′ · Хубертс 8′ · Грабовски 74′ | (протокол) | Шюц 25′ · Морелли 31′ | Стадион: Зюдвестштадион Зрителей: 18 000 Судья: Макс Шпиннлер |
| Айнтрахт (Франкфурт): Зигберт Фегхельм, Карл-Хайнц Вирт, Дитер Линднер, Лотар Шемер, Хельмут Краус, Иштван Стани, Вильгельм Хубертс, Юрген Грабовски, Вальтер Бехтольд, Вольфганг Зольц (46' Эрнст Аббе), Оскар Лоц Рома: Пьерлуиджи Пиццабалла, Франческо Карпенетти, Джампьеро Импери, Серджо Карпанези, Франческо Каппелли, Луиджи Оссола, Джанкарло Морелли (46' Дженнаро Оливьери), Джордано Колаузиг, Юрген Шюц, Джузеппе Тамборини, Марио Руссо |                                           |            |                       |                                                               |

| 27 июня 1967 | Базель | 0:3        | Милан                                                | Базель                                                     |
| 20:00 CET |        | (протокол) | Одерматт 25′ (авт.) · Фортунато 68′ · Трапаттони 69′ | Стадион: Санкт-Якоб Зрителей: 11 400 Судья: Рудольф Шойрер |
| Базель: Рене Кюнци, Йозеф Кифер, Брюно Мишо, Вальтер Мундшин, Маркус Пфиртер, Карл Одерматт, Петер Рамзайер, Бруно Рамен, Роберто Фриджерио (46' Хельмут Хаузер), Дитер Рюфли, Петер Венгер Милан: Пьеранджело Белли, Бруно Бавени, Анджело Анкиллетти, Карл-Хайнц Шнеллингер, Нелло Сантин, Джованни Трапаттони, Массимо Джакомини, Джованни Лодетти, Бруно Мора, Марко Фацци (65' Луис Сесар Карнилья), Джулиано Фортунато |        |            |                                                      |                                                            |

| 9 августа 1967 | Серветт     | 1:0        | Цюрих | Женева                                                      |
| | Дебьоль 80′ | (протокол) |       | Стадион: Стад-де-Шармиль Зрителей: 3871 Судья: Йозеф Хайман |
| Серветт: Жак Барли, Раймон Маффиоло, Роже Пиге, Петер Пазманди, Бернар Моселлен, Юрген Зундерман (40' Жан-Мари Шаллер), Дежё Макаи, Валер Немет, Мишель Дебьоль, Филипп Потье, Жан-Клод Шиндельхольц (46' Шарль Квисински) Цюрих: Отмар Итен, Марсель Таннер, Конрад Кибурц, Вернер Лаймгрубер, Хуберт Мюнх, Юрген Нойман, Якоб Кун, Кристиан Винигер, Розарио Мартинелли, Фриц Кюнцли, Эрнст Майер |             |            |       |                                                             |

| 22 августа 1967 | Серветт | 1:3     | Мюнхен 1860                                 | Женева                                                     |
| 20:45 CET | Эри 1′  | (отчёт) | Ребеле 17′ · Гроссер 22′ · Брунненмайер 75′ | Стадион: Стад-де-Шармиль Зрителей: 9676 Судья: Отмар Хубер |
| Серветт: Жак Барли, Раймон Маффиоло, Бернар Моселлен, Роже Пиге, Петер Пазманди, Юрген Зундерман (46' Дежё Макаи), Валер Немет, Вальтер Эри, Мишель Дебьоль, Филипп Потье, Шарль Квисински (46' Жан-Клод Шиндельхольц) Мюнхен 1860: Петар Раденкович, Готфрид Петер, Рудольф Штайнер, Рудольф Цайзер, Манфред Вагнер, Желько Перушич, Альфред Хайс (46' Макс Райхенбергер), Рудольф Брунненмайер, Ханс Ребеле, Петер Гроссер, Людвиг Брюндль |         |         |                                             |                                                            |

## Лучшие бомбардиры
| № | Игрок             | Команда              | Голы |
| - | ----------------- | -------------------- | ---- |
| 1 | Паоло Баризон     | Рома                 | 7    |
| 2 | Фриц Кюнцли       | Цюрих                | 4    |
| 3 | Вольфганг Зольц   | Айнтрахт (Франкфурт) | 3    |
| = | Ханс Кюпперс      | Мюнхен 1860          | 3    |
| = | Вильгельм Хубертс | Айнтрахт (Франкфурт) | 3    |